# 伊丁·达干
伊丁·达干（约公元前1974年—约公元前1954年在位）（英語：Iddin-Dagan）伊辛国王。他因同期史诗而著名，成为新年节日的一部分，以庆祝土地恢复往昔肥沃。